# Богатиков Юрій Йосипович
Ю́рій Йо́сипович Бога́тиков (29 лютого 1932, Карло-Марксове, Єнакієве — 8 грудня 2002, Сімферополь) — радянський і український співак, баритон.

## Біографія
Дитинство провів у місті Слов'янську. Під час Німецько-радянської війни Богатиков з батьками і сестрами був евакуйований до Бухари. Після війни сім'я Богатикових переїхала до Харкова. У 1946 році поступив до Харківського ремісничого училища зв'язку. У 1947-му після закінчення училища працював механіком по ремонту апаратури харківського телеграфу, співав у самодіяльності і був направлений на навчання до Харківського музичного училища, звідки його призвали на військову службу.
Від 1951 до 1955 року служив моряком на Тихоокеанському флоті і співав в ансамблі пісні та танцю.
Після закінчення служби на флоті Юрій Богатиков повернувся на харківський телеграф, де продовжив працювати механіком й одночасно вчитися в харківському музичному училищі. Після закінчення училища в 1959 році працював у Театрі музичної комедії, потім солістом шахтарського ансамблю пісні та танцю «Донбас».
Від 1960 до 1974 року був солістом Харківської та Луганської філармоній. Часто співав для шахтарів, був удостоєний звань «Заслужений шахтар» і «Почесний громадянин міста Слов'янська».
У 1967 році Юрій Богатиков одержав диплом 1-го ступеня як переможець конкурсу вокалістів на фестивалі молоді України і став лауреатом премії імені «Молодої гвардії». У 1968 році на фестивалі естрадної пісні в Берліні Богатиков став володарем головного призу, а в 1969 році на фестивалі «Золотий Орфей» у Болгарії — срібної медалі.
Протягом 16 років (1970—1986) Юрій Богатиков був членом художньої ради по естраді при міністерстві культури СРСР. Від 1974 до 1992 року — соліст Кримської державної філармонії, а з 1992 року займав посаду художнього керівника філармонії з проведення фестивалів і спецзаходів.
Помер 8 грудня 2002 року в Сімферополі. Похований у Сімферополі на кладовищі «Абдал».

## Відзнаки, нагороди
«Почесний громадянин Слов'янська», «Почесний громадянин Ялти» і «Почесний кримчанин». Заслужений артист України (1968), Народний артист України (1973), Народний артист СРСР (1985).
Повний кавалер 3-х орденів «За заслуги» України, нагороджений російським «Орденом Дружби».

## Пам'ять
28 лютого 2004 в центрі Сімферополя відкрито архітектурно-меморіальний комплекс пам'яті Юрія Богатикова. Автор скульптури Віктор Гордєєв.
На будинку Кримської державної філармонії, де працював Юрій Богатиков з 1 лютого 1974 року і до смерті, встановлено меморіальну дошку. Ініціатором встановлення меморіалу виступив Російський культурний центр у Криму фонду «Москва-Крим» за підтримки департаменту міжнародних зв'язків уряду Москви і Сімферопольського міськвиконкому.
У місті Слов'янськ є вулиця Юрія Богатикова.

пам'ятник в Сімферополі
меморіальна дошка в Симферополі
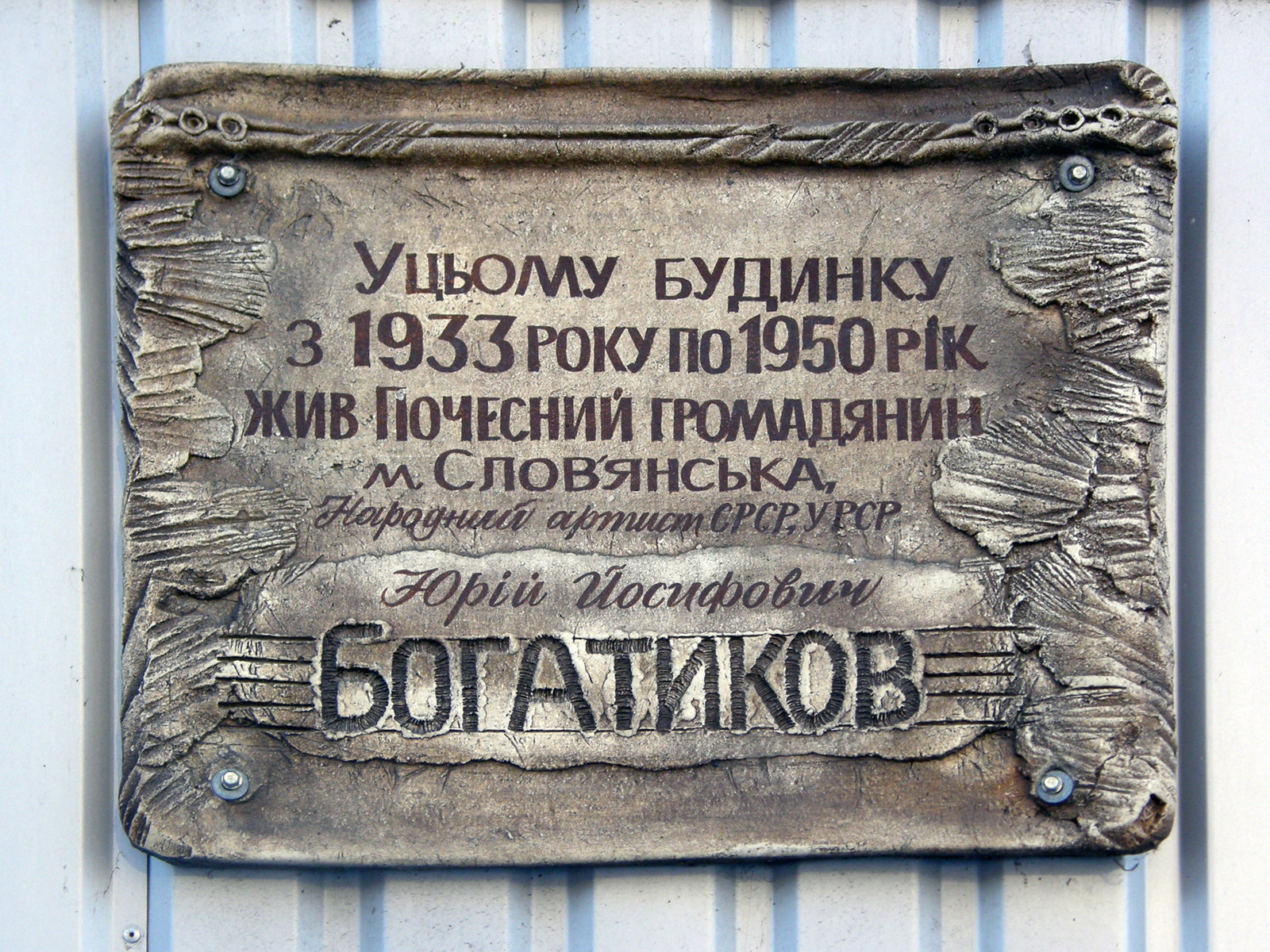
меморіяльна табличка у Слов'янську, відкрита 2005 р.